# Серего (Падова)
Серего је насеље у Италији у округу Падова, региону Венето.
Према процени из 2011. у насељу је живело 77 становника. Насеље се налази на надморској висини од 28 м.